# Elizabeth Gracen
Elizabeth Grace Ward Gracen, conosciuta anche come Elizabeth Ward (Ozark, 3 aprile 1961), è un'attrice e modella statunitense.
Nel 1982 fu eletta Miss America.

## Biografia, la carriera e la recitazione
Nasce a Ozark (Arkansas), cresce a Booneville (Arkansas), figlia di Jimmi Young Ward e Patricia "Pat" Murphy. Successivamente lei e la sua famiglia si trasferiscono a Russellville (Arkansas), dove si diploma nel 1979 presso la Russellville High School. Nel 1981 vince il titolo di Miss Arkansas, e quello di Miss America nel 1982. Per studiare recitazione presso gli HB Studios di New York, utilizza i soldi della Borsa di studio di Miss America, per po trasferirsi a Hollywood per intraprendere la carriera televisiva e cinematografica. Durante questo periodo, affermò di avere passato una notte insieme al futuro presidente Bill Clinton. Lei ha posato nuda per l'edizione del maggio 1992 della rivista Playboy.
Tra il 1982 ed il 1984 si sposa con Jon Birmingham. Nel 1989, durante le riprese del film Tramonto, incontra l'attore Brendan Hughes e subito dopo, in seconde nozze, si sposano, ma divorziano nel 1994. Attualmente è sposata con Adam Murphy dal quale il 28 luglio 2005 ha avuto una figlia, Quinlan Murphy.
Debutta nel film In tre si litiga meglio con Charlie Sheen. Ottiene ruoli di primo piano nei film: Programmato per uccidere con Steven Seagal, in Assalto al network con Tim Curry e nel programma della CBS 83 Hours 'Til Dawn con Peter Strauss e Robert Urich. Ottiene un ruolo da protagonista anche nei film Lower Level e Discretion Assured con Michael York.
In televisione appare negli sceneggiati: Lo strano caso del dottor Jekyll e del signor Hyde di Shelley Duvall,  Le sabbie del tempo di Sidney Sheldon e nel La morte dell'incredibile Hulk. Appare anche con un ruolo da protagonista nelle serie Pericolo estremo, prodotto dalla NBC e nelle serie Renegade e La regina di spade.
La sua interpretazione più conosciuta fu il ruolo dell'immortale Amanda nella serie televisiva Highlander e nello spin-off dedicato a quel personaggio Highlander: The Raven. Debutta alla regia con un breve documentario intitolato The Damn Deal. La pellicola è un ritratto interiore di tre giovani Drag queen che competono in concorsi di bellezza.

## Il caso del Presidente degli Stati Uniti Bill Clinton
Nel 1992 circolarono dei rumor che Gracen avesse avuto un coinvolgimento con il Governatore dell'Arkansas Bill Clinton. Inizialmente negò che ciò fosse accaduto, ma nella primavera del 1998 dichiara di avere passato nel 1982 una notte insieme con Clinton. Dopo questa affermazione il consulente indipendente Kenneth Starr, il quale stava investigando su Bill Clinton per la causa civile contro Paula Jones, emise un mandato di comparizione come testimone davanti alla corte. Tuttavia Gracen eluse il sub poena grazie al fatto che le registrazioni del film Highlander: The Raven avvennivano al di fuori dal territorio degli Stati Uniti. Anche la squadra di legali di Paula Jones non fu in grado di rintracciarla, in quanto occupata in viaggi non programmati tra Las Vegas e i Caraibi.

## Il lavoro come voce fuori campo
Dopo la cancellazione della serie Highlander: The Raven, Gracen non ottenne più lavoro come attrice, con conseguenti seri problemi finanziari. Nel dicembre del 1999 fu dichiarata in bancarotta. Dopo tale evento Gracen ebbe un ruolo come ospite in qualche produzione televisiva, e nel film per la televisione Interceptor Force 2, prima di abbandonare la carriera di attrice nel 2002 per un lungo periodo di tempo. Iniziò a lavorare come voce fuori campo per la Blue Hours Productions, una società che crea audio drammi fantasy/fantascientifici/horror in stile rétro. È stata anche una coprotagonista di Essence, l'episodio pilota della Blue Hours Productions per il revival della antologia radio classica  "Suspense", per la quale ha ricevuto la sua première su Sirius XM Radio nell'autunno del 2012.

## Filmografia

### Cinema
- In tre si litiga meglio (Three for the Road), regia di Bill L. Norton (1987)
- Assalto al network (Pass the Ammo), regia di David Beaird (1988)
- Tramonto (Sundown: The Vampire in Retreat), regia di Anthony Hickox (1989)
- Lisa... sono qui per ucciderti! (Lisa), regia di Gary Sherman (1989)
- Programmato per uccidere (Marked for Death), regia di Dwight H. Little (1990)
- Senza scampo (Lower Level), regia di Kristine Peterson (1991)
- L'ultimo Top Gun (Final Mission), regia di Lee Redmond (1994)
- Con la massima discrezione (Discretion Assured), regia di Odorico Mendes (1994)
- The Expert, regia di Rick Avery e non accreditato William Lustig (1995)
- Scacco all'organizzazione (Kounterfeit), regia di John Asher (1996)
- Coherence - Oltre lo spazio tempo (Coherence), regia di James Ward Byrkit (2013)
- Girl Flu., regia di Dorie Barton (2016)

### Televisione
- Nightmare Classics – serie TV, episodio 1x03 (1989)
- La morte dell'incredibile Hulk (The Death of the Incredible Hulk), regia di Bill Bixby – film TV (1990)
- Matlock – serie TV, episodio 5x03 (1990)
- Flash (The Flash) – serie TV, episodio 1x03 (1990)
- 83 ore fino all'alba (83 Hours 'Til Dawn), regia di Donald Wrye – film TV (1990)
- Due come noi (Jake and the Fatman) – serie TV, episodio 4x22 (1991)
- Le sabbie del tempo (The Sands of Time), regia di Gary Nelson – film TV (1992)
- Time Trax – serie TV, episodio 1x06 (1993)
- Renegade – serie TV, episodi 2x20-2x21 (1994)
- Fortune Hunter – serie TV, episodio 1x07 (1995)
- Pericolo estremo (Extreme) – serie TV, 6 episodi (1995)
- La signora in giallo (Murder, She Wrote) – serie TV, episodi 11x08-12x02 (1994-1995)
- Highlander – serie TV, 29 episodi (1993-1998)
- Highlander: The Raven – serie TV, 22 episodi (1998-1999)
- La regina di spade (Queen of Swords) – serie TV, episodio 1x09 (2001)
- Squadra Med - Il coraggio delle donne (Strong Medicine) – serie TV, episodio 2x03 (2001)
- Streghe (Charmed) – serie TV, episodio 4x18 (2002)
- Interceptor Force 2, regia di Phillip J. Roth – film TV (2002)
- Suspense – serie TV, 20 episodi (2014-2019)
- Dropouts – serie TV, episodio 1x01 (2020)